# Ōta (Fluss)
Der Ōta (jap. 太田川 Ōta-gawa) ist ein Fluss in Japan.
Der 103 km lange Fluss entspringt dem 1339 m hohen Kanmuri-yama (冠山, wörtlich Kronberg).
Als wichtigster Fluss der Präfektur Hiroshima entwässert er über zahlreiche Zuflüsse am Oberlauf ein Gebiet von 1710 km². Durch sein günstiges Gefälle kann er durch mehrere Wasserkraftwerke genutzt werden. Auf seinem Weg durch die Präfektur durchfließt er die Städte Kitahiroshima, Aki-Ōta, Aki-Takata und Higashihiroshima, bevor er auf dem Gebiet von Hiroshima in die Seto-Inlandsee mündet. Im Stadtteil Asakita-ku vereinigt er sich mit den Flüssen Tone und Misasa.
Innerhalb von Hiroshima spaltet er sich zuerst in den Hauptarm Ōta-Entwässerungskanal (太田川放水路, Ōta-gawa hōsuiro) und den Nebenarm Alter Ōta (旧太田川, Kyū-Ōta-gawa), auch Honkawa (本川, „Hauptfluss“) genannt, auf, und letzterer dann in die drei Arme Tenma (天満川, -gawa), Motoyasu (元安川, -gawa), sowie Kyōbashi (京橋川, -gawa) von dem dann nochmals der Enkō (猿猴川, -gawa) abzweigt. Das Mündungsdelta besteht daher aus 6 Armen. Die Ebene, in der sich Hiroshima befindet, wurde vom Ōta aufgeschüttet.
Am Shiwaki, einem Nebenfluss des Ōta, befindet sich die bekannte, 16 Kilometer lange Drei-Stufen-Schlucht (Sandan-kyō).